# 斯洛比德卡-舍列希夫西卡
49°9′29″N 27°25′50″E / 49.15806°N 27.43056°E

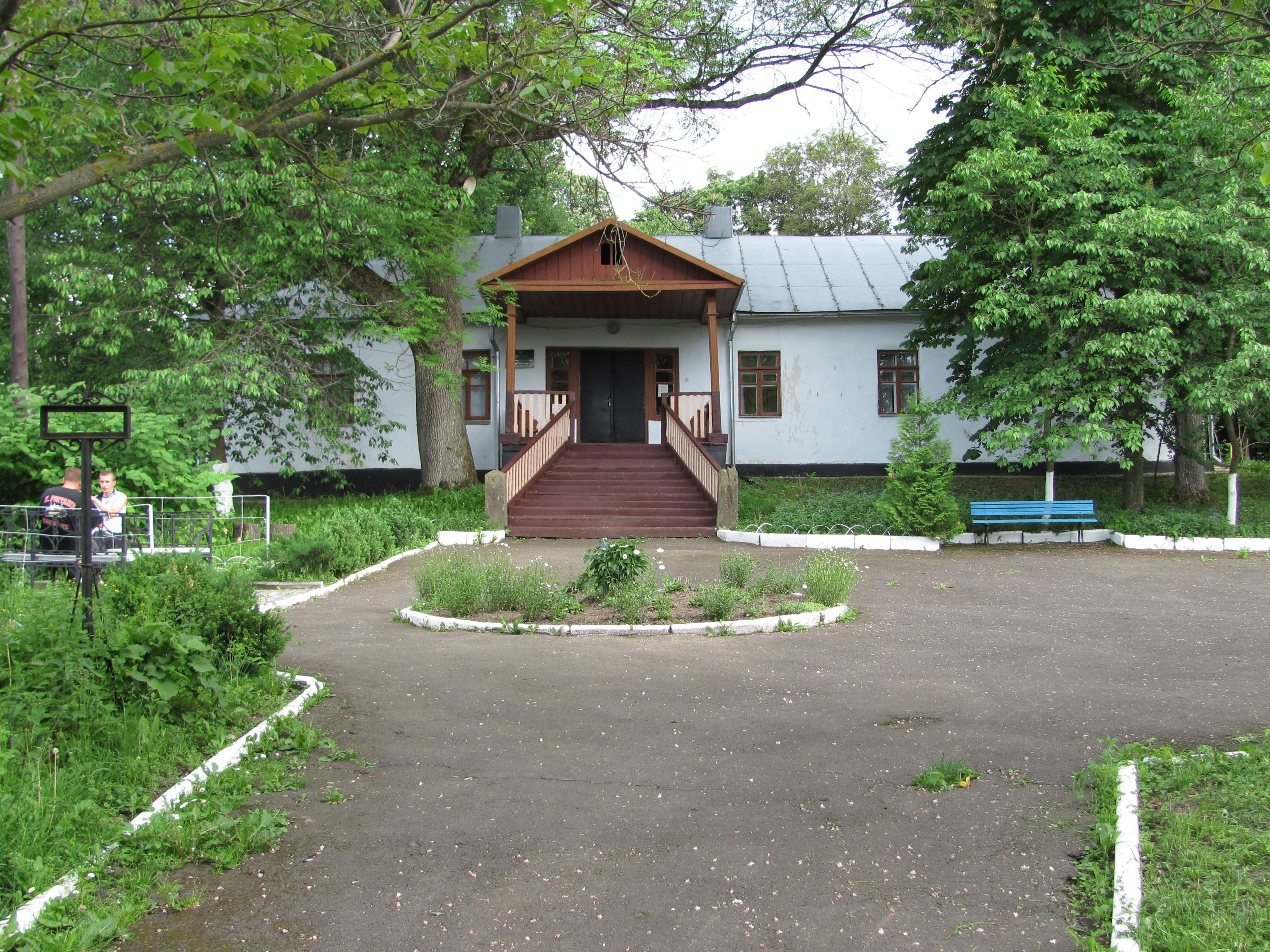

斯洛比德卡-舍萊希夫斯卡（烏克蘭語：Слобідка-Шелехівська）是位於烏克蘭西部的村莊，由赫梅利尼茨基州裡赫梅利尼茨基區的德拉日尼亞市鎮負責管轄。該村始建於1555年，面積1.4平方公里，海拔高度312米，2001年人口188，人口密度每平方公里134人。